# Mike Kohn
Mike Kohn, né le 26 mai 1972 à Columbia, est un bobeur américain notamment médaillé de bronze olympique en 2002.

## Biographie
Mike Kohn remporte la médaille de bronze en bob à quatre lors des Jeux olympiques de 2002 organisés à Salt Lake City aux États-Unis, en tant que pousseur avec Brian Shimer, Doug Sharp et Dan Steele. En 2007, il est médaillé d'argent aux championnats du monde à Saint-Moritz en Suisse dans l'épreuve par équipes. Kohn participe ensuite aux Jeux olympiques de 2010 à Vancouver au Canada, cette fois en tant que pilote. Il se classe douzième en bob à deux et treizième en bob à quatre. Kohn a concouru pour l'armée américaine.

## Palmarès

### Jeux Olympiques
- : médaillé de bronze en bob à 4 aux JO 2002.

### Championnats monde
- : médaillé d'argent en équipe mixte aux championnats monde de 2007.